# Тарасов, Николай Иванович (биолог)
Николай Иванович Тарасов (13 августа 1905, Киев — 22 мая 1965, Москва) — советский гидробиолог, доктор биологических наук.

## Биография
Родился 13 августа 1905 года в Киеве. В 1922 году поступил Институт народного образования в Екатеринославле. Осенью того же года перевелся в Петроградский (Ленинградский) университет и окончил его в 1927 году. Наибольшее влияние на выбор Тарасовым научного направления оказал Константин Михайлович Дерюгин. Во время обучения в 1922—1925 годах участвовал в работе Азовско-Черноморской промысловой экспедиции «Главрыбы». После окончания университета работал в Гидрологическом институте. В войну служил на Тихоокеанском флоте, занимался борьбой с обрастанием судов и составлением метеорологических и гидрологических сводок. В 1936 году без защиты диссертации ему была присвоена учёная степень кандидата наук. В 1943 году на базе Океанографического института Тарасов организовал лабораторию по морским обрастаниям. В 1943—1954 годах преподавал в Военном гидрометеорологическом институте и МГУ. В 1952 года он был переведён на работу в Институт океанологии и работал там до конца жизни. Обучался в докторантуре Зоологического института. Учёная степень доктора наук была присвоена в 1962 году по совокупности работ. Скончался в Москве 27 мая 1965 года.

## Научные достижения
Занимался изучением фауны гидробионтов морей Дальнего Востока. Является одним из создателей нового направления в морской гидробиологии «Техническая биология моря». Был учёным секретарём Комиссии при АН СССР по борьбе с морскими обрастаниями. В честь Тарасова названы один вид рыб Pseudalectrias tarasovi и два представителя ракообразных Harpinia tarasovi и Parapleuroprion tarasovi.

## Награды
Был награждён различными наградами:
- Орден Трудового Красного Знамений (1951)
- Медаль «За победу над Германией» (1946)
- Медаль «За победу над Японией» (1946)
- Значок «Отличник Гидрометеослужбы СССР»

## Избранные публикации
Автор более 80 публикаций, в том числе:
- Тарасов Н. И., Зевина Г. Б. Усоногие раки (Cirripedia Thoracica) морей СССР // Фауна СССР. Ракообразные. — М.—Л.: Издательство АН СССР, 1957. — Т. 6, вып. 1. — 268 с. — (Новая серия № 69).
- Тарасов Н. И. Биология моря и флот. — М.: Управление военно-морского изд-ва, 1943. — 191 с.
- Тарасов Н. И. Свечение моря. — М.: Изд-во Акад. Наук СССР, 1956. — 204 с.
- Тарасов Н. И. Живой свет моря. — М.: Изд-во Акад. Наук СССР, 1956. — 128 с.